# 斯梅列基夫卡
49°39′35″N 24°49′2″E / 49.65972°N 24.81722°E
斯梅列基夫卡（烏克蘭語：Смереківка），是烏克蘭西部的村莊，隸屬利維夫州的利維夫區。該村面積2.35平方公里，海拔高度315米，2001年人口269，人口密度每平方公里114.47人。